# Ljudevit Kuzmić
Ljudevit Kuzmić (Sombor, 1852. – 1893.) je bio bački hrvatski prosvjetni radnik. Rodom je bio bunjevački Hrvat.
Školovao se za posao učitelja. Učiteljsku školu je pohađao u Ugarskoj, u Pečuhu koju je završio 1872. Radio je u Somboru.
Napisao je Bunjevačko-šokački kalendar sa slikami za prostu godinu 1882., a po nekima i za 1883. godinu. Poslije neko vrijeme glavnim urednikom i korektorom Nevena. Pisao je o temama svilarstva, pčelarstva, voćarstva i ratarstva. Kad je list Neven preselio iz Sombora u Suboticu, ostavio se tog radnog mjesta, iscrpljen dugom bolešću. Bio je jednim od značajnih za nacionalni preporod Hrvata u somborskom kraju, čijim se radom spriječila ondašnja rastuća mađarizacija. Svojim je primjerom stao protiv toga, uvijek ističući svoje podrijetlo. Pomagao je preporoditeljima Miji Mandiću, a djela su mu pomogla preporoditeljskim zamislima Ivana Antunovića i drugova.